# العلوم والتكنولوجيا في البرتغال

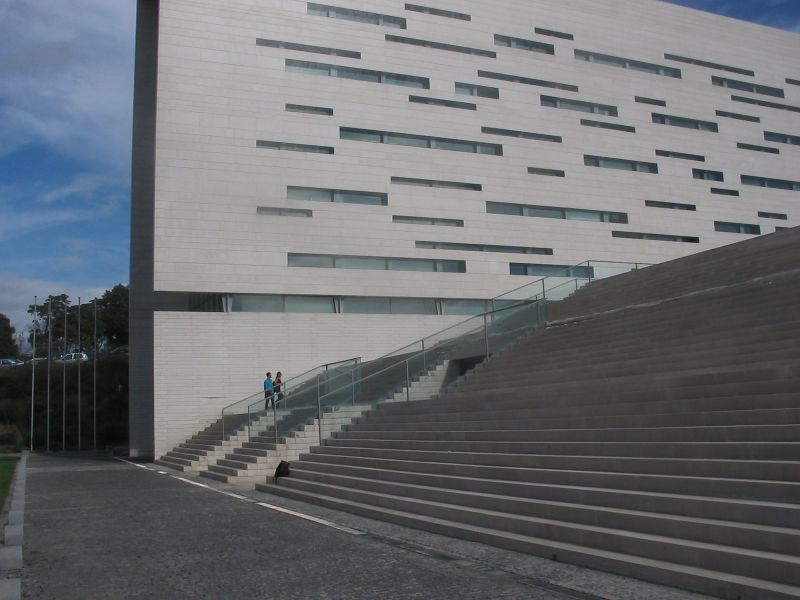

تجري العلوم والتكنولوجيا في البرتغال بشكل رئيسي في إطار شبكة من وحدات البحث والتطوير (آر وَ دي)، التي تتبع للجامعات العامة ومؤسسات البحوث المستقلة التي تديرها الدولة. يوجد فيها أيضًا مؤسسات بحثية مستقلة عن إدارة الدولة، وبعض مشاريع البحث والتطوير الخاصة التي عملت الشركات على تطويرها.
جاءت البرتغال في المرتبة الـ30 في مؤشر الابتكار العالمي عام 2023، وتراجعت مركزاً واحداً في مؤشر عام 2024 لتصبح في المركز 31.

## التاريخ
تأسست أول جامعة برتغالية في العام 1290 كمؤسسة دراسية عامة في لشبونة. وكان اهتمامها مركزًا على الفنون، والإنسانيات، ولكنها شملت أيضًا مدرسة الطب منذ تأسيسها.
خلال القرن السادس عشر، وفي عصر الاكتشاف، ازدهر في هذه الجامعة نهج تعليمي رياضيّاتي أكثر مع إقامة دورات متخصصة ودروس في هذا المجال. وشمل ذلك تعيين بيدرو نونيز كمدرسٍ للرياضيات في عام 1537، وانتقل نونيز إلى جامعة كويمبرا عندما نُقل موقع الجامعة البرتغالية الموجودة في لشبونة إلى كويمبرا، حيث أعيد تأسيسها ليتم تدريس الرياضيات فيها، وقد شغل هذا المنصب حتى عام 1562. كانت هذه وظيفة جديدة في جامعة قلمرية (كويمبرا)، وقد أنشئت لتوفير المعلومات اللازمة لتلبية الاحتياجات التقنية للملاحة: وكان من الواضح أنه موضوع بالغُ الأهمية في البرتغال خلال تلك الفترة، حيث كان التحكم في التجارة البحرية المورد الرئيسي للثروة البرتغالية. وقد أصبحت مهنة تدريس الرياضيات وظيفة مستقلة في عام 1544. أما في القرن السابع عشر، فقد بدأ تدريس الهندسة العسكرية في أكاديمية لشبونة الملكية للمدفعية والتحصين والتصميم.
بحلول القرن الثامن عشر، حُدِّثت جامعة قلمرية، إذ تم تعيين أساتذة جدد برتغاليون، وأجانب على حد سواء، وذلك في ظل القيادة السياسية لوزير الدولة ماركيز دي بومبال المُستمدة من عصر التنوير، وأُنشِئت عدة مرافق كان الهدف منها تدريس العلوم الطبيعية. وشهِدَ القرن الثامن عشر أيضًا تأسيس واحدة من أقدم المجتمعات التعليمية في البرتغال، أكاديمية لشبونة للعلوم، وذلك في عام 1779.
تاريخيًا، أسس البرتغاليون أقدم كلية هندسية في أمريكا اللاتينية (الأكاديمية الملكية للمدفعية والتحصين والتصميم)، وذلك في عام 1792، ضمن حدود الإمبراطورية البرتغالية البائدة حاليًا، فضلًا عن واحدة من أقدم الكليات الطبية في آسيا (مستشفى وكلية الطب في ولاية غوا)، في عام 1842.
تأسس المعهد العالي في لشبونة في العام 1911، الذي كان يُعتبر أقدم جامعة برتغالية غير عسكرية، فقد كانت تمنح شهادة جامعية في مجال الهندسة غير العسكرية، جنبًا إلى جنب مع تأسيس كليات العلوم الحديثة في جامعة لشبونة وجامعة بورتو.

### مرحلة ما بعد الحرب العالمية الثانية
حصل طبيب الأعصاب البرتغالي أنطونيو إيغاس مونيز، على جائزة نوبل في الطب، في عام 1949؛ إذ يُعد إيغاس من أوائل المُطورين للتصوير الوعائي الدماغي.
أُنشِئ معهد غولبنكيان للعلوم (آي. سي. جي) في عام 1961، وهو مركز دولي للبحوث الطبية والبيولوجية وللتعليم والدراسات العليا، يقع في أويرس في البرتغال من قِبَل مؤسسة كالوست غولبنكيان (إف. سي. جي). ويضم حرم الجامعة معاهد بحثية أخرى في مجالات علم الأحياء، التقانة الحيوية، والكيمياء، بالإضافة لمرافق بحثية تكميلية: من ضمنها بنية البروتين وتصميمه وتركيبه، ونظرية المواد الكيميائية ذات الاهتمام البيولوجية، وعلم الأحياء الدقيقة الجزيئية، التقانة الحيوية النباتية، والتقانة الحيوية، والمعالجة النهائية، وما إلى ذلك. وقد شهدت التصنيفات التي نُشرت تفوقًا لِـ (آي. سي. جي) في عامي 2010 و2011، عندما تم تصنيفه كأحد أفضل عشر أماكن للتعليم ما بعد الدكتوراه حسب مجلّة «ذا ساينتست»، وناشر خدمات علماء الأحياء والباحثين السريريين (Faculty of 1000)
تأسست مؤسسة تشامباليمود، التي تتخذ من لشبونة، البرتغال مقرًا لها في إطار المساعي الحثيثة التي قام بها البرتغالي الراحل والصناعي والريادي، أنطونيو دو سومر تشامباليمود. في نهاية عام 2004 أُسِست رسميًا تحت اسم مؤسسة آنا دو سومر تشامباليمود والدكتور كارلوس مونتيز تشامباليمود، تكريمًا لوالديّ المتبرع. تركز مؤسسة تشامباليمود على مجالات العلوم العصبية وعلم الأورام. وفي الخامس من أكتوبر 2010، افتتحت المؤسسة مركزًا سريريًا وبحثيًا في لشبونة، مركز تشامباليمود للمجهول.
في 19 نوفمبر2005، قام رئيس حكومة إسبانيا ورئيس وزراء البرتغال في ختام القمة البرتغالية الإسبانية الحادية والعشرين التي عقدت في إيفورا، بالإعلان عن إنشاء المختبر الدولي الأيبيريّ لتقنية النانو في براغا.

## البحث والتطوير
هناك شبكة من وحدات البحث والتطوير التابعة للجامعات العامة، والمؤسسات البحثية المستقلة التي تديرها الدولة في البرتغال، مثل المعهد الوطني للتكنولوجيا الهندسية والابتكار (آي. إن. إي. تي. آي)، معهد التكنولوجيا النووية (آي. تي. إن)، والمعهد الوطني للموارد الحيوية (آي. إن. آر. بي)، والمعهد الوطني للصحة للدكتور ريكاردو خورخي (آي. إن. إس. إيه)، المعهد البرتغالي لعلاج الأورام (آي. بّي. أو)، والمختبر الوطني للهندسة المدنية (إل. إن. إي. سي)، ومختبر الأجهزة وفيزياء الجسيمات التجريبية (إل. آي. بي)، والتي تُشكّل لبَّ المجالات البحثية للعلوم والتكنولوجيا في البرتغال. يُمَوّل هذا النظام البحثي بصورة رئيسية من قِبل وزارة العلوم والتكنولوجيا والتعليم العالي، لا سيما عن طريق مؤسستها للعلوم والتكنولوجيا (إف. سي. تي).
تشمل أكبر وحدات البحث والتطوير في الجامعات العامة (أكثر من 380 وحدة في مجموعها موزعة في 14 جامعة عامة)، وذلك على حسب عدد المنشورات البحثية التي تخضع لمراجعة الأقران بالإضافة للمنح البحثية، معهد علم الأمراض الجزيئية وعلم المناعة التابع لجامعة بورتو، ومعهد العلوم البيولوجية الجزيئية والخلوية، ومعهد أبيل سالازار للعلوم الطبية الحيوية، وجميعهم في جامعة بورتو؛ ومعهد الطب الجزيئي في جامعة لشبونة؛ أو مركز العلوم العصبية والبيولوجيا الخلوية في جامعة قلمرية، وغيرهم الكثير. وبالرغم من كون الجامعات الخاصة لديها من الناتج البحثيّ ما هو أقل من نِتاج الجامعات العامة؛ إلا أن هناك عدد من الوحدات البحثية المعتمدة من قبل الوزارة، ومؤسستها للعلوم والتكنولوجيا (إف. سي. تي)، وتشمل هذه الوحدات مختبر أبحاث الانفعالات الإنسانية وردود الفعل العاطفية في جامعة فيرناندو بيسوا. رغم أن الموارد التي تخصصها للأبحاث أقل من الموارد التي تخصصها بوجه عام للجامعات، فمنذ فترة ما بعد نهاية مشروع بولونيا (2007\2006) التي سمحت للمؤسسات متعددة التخصصات التقنية بمنح درجة الماجستير، والتي تطلبت قبول موظفين من الحاصلين على درجة الدكتوراه لتعيينهم، أنشأ عدد متزايد من المؤسسات البرتغالية متعددة التخصصات التقنية مرافق للبحوث الخاصة بها عملت على توسيع مجالها. بيدَ أن أنشطة البحث المحدودة في مجال البوليتكنيك التي تقوم بها المؤسسات المتعددة المجالات تعد صغيرة جدًا مقارنة بالجامعات التي تديرها الدولة، وذلك بسبب نقص ميزانية البحث والكوادر التعليمية الحاصلين على درجة الدكتوراه والباحثين.
هناك العديد من المجالات العلمية الأخرى التي تغطيها منظمات بحثية متخصصة والتي يشار إليها بدورها كحاضنات للأعمال في مجال التكنولوجيا، مثل مختبر تكنولوجيا النانو الدولي الأيبيري، ومعهد بيدرو نونيز وتاغوسبارك. ومن أكبر المؤسسات البحثية غير حكومية في البرتغال؛ معهد غولبنكيان للعلوم، ومؤسسة تشامباليمود، والذي يشيد بالإسهامات البارزة في البحوث في الرؤية والمناطق المرتبطة بها من خلال منح جائزة سنوية كبيرة.
افتتح مركز أبحاث مؤسسة تشامباليمود عند مصب نهر تاجة في لشبونة، في العام 2010، مع وحدات تشخيصية وعلاجية لمرضى السرطان في الطوابق السفلية ومختبرات الأبحاث المذكورة أعلاه.

## وصلات خارجية
- FCT - Fundação para a Ciência e Tecnologia